# جامعة سيجونغ
جامعة سيجونغ (세종 대학교،世宗大学校) هي جامعة خاصة تقع في سيول، بكوريا الجنوبية يعود تاريخها إلى سنة 1940 عندما أسس سونغ كيونغ معهد العلوم الإنسانية. لكن في عام 1978، تم تغيير اسم الأكاديمية إلى جامعة سيجونغ تشريفاً وتكريماً لسيجونغ العظيم، الملك الرابع لسلالة تشوسون ومخترع الهانغل الأبجدية الكورية.
تتوفر الجامعة على تسع كليات وسبع مدارس عليا هي كلية الفنون، كلية العلوم الإجتماعية، كلية إدارة الأعمال ، كلية إدارة الضيافة والسياحة، كلية العلوم الطبيعية، كلية علوم الحياة، كلية الهندسة الإلكترونية والمعلوميات، كلية الهندسة، وكلية الأداب والتربية الرياضية. كما تشتهر الجامعة بمكانتها الوطنية الأولى في البلاد في إدارة الفنادق، والرسوم المتحركة والجمباز الإيقاعي، وكلية الأداب والتربية الرياضية وكلية إدارة الضيافة والسياحة.

### البدايات (1940 ـ 1987)

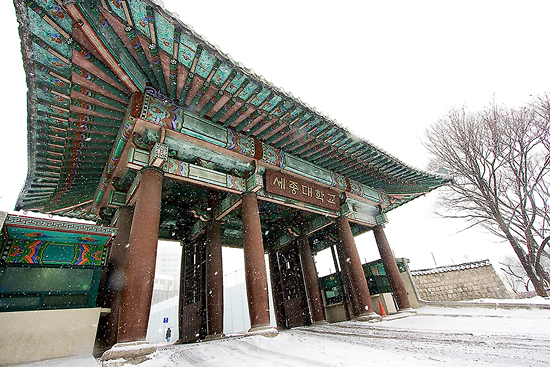
البوابة الأمامية للجامعة

### متحف جامعة سيجونغ

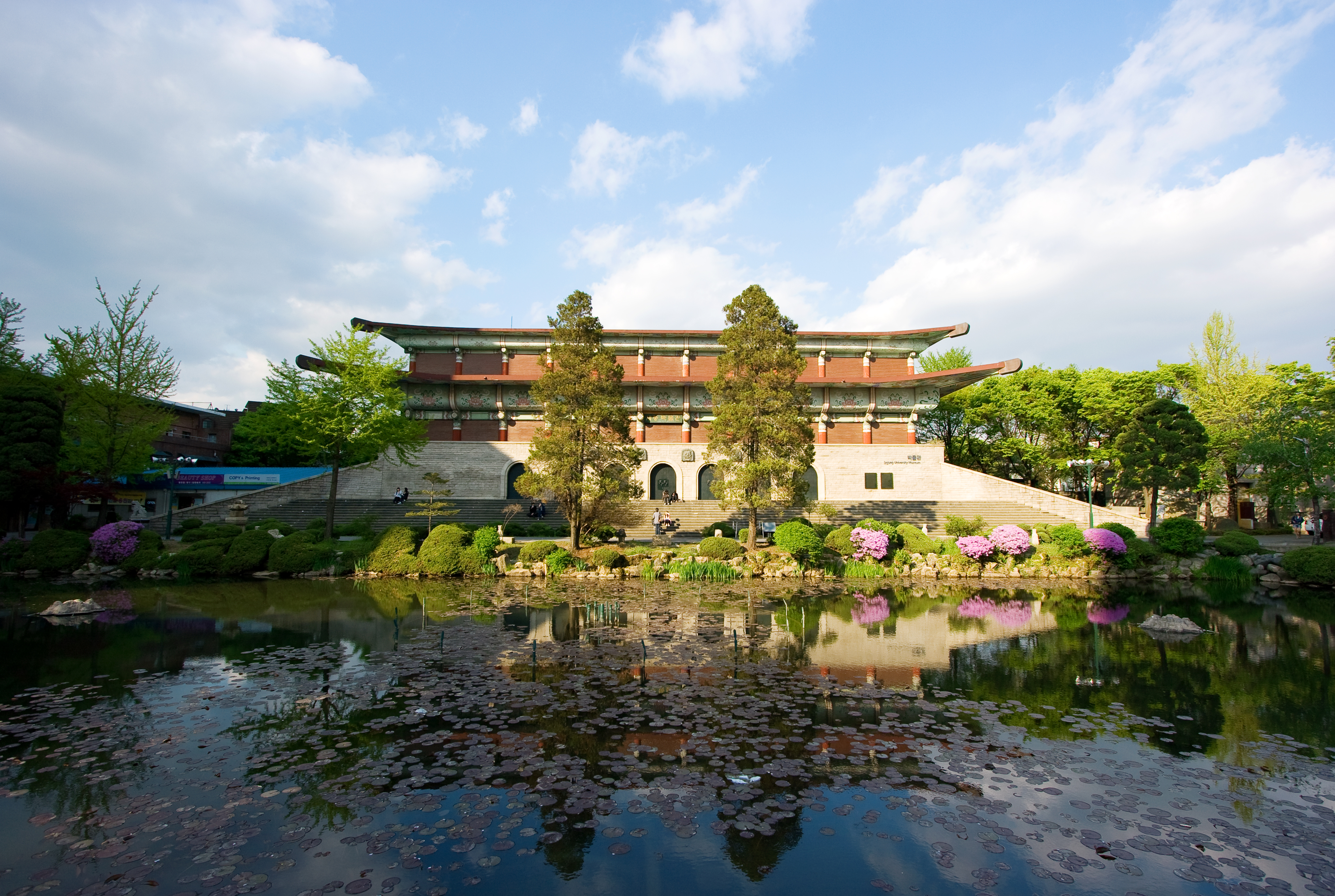
واجهة متحف سيجونغ

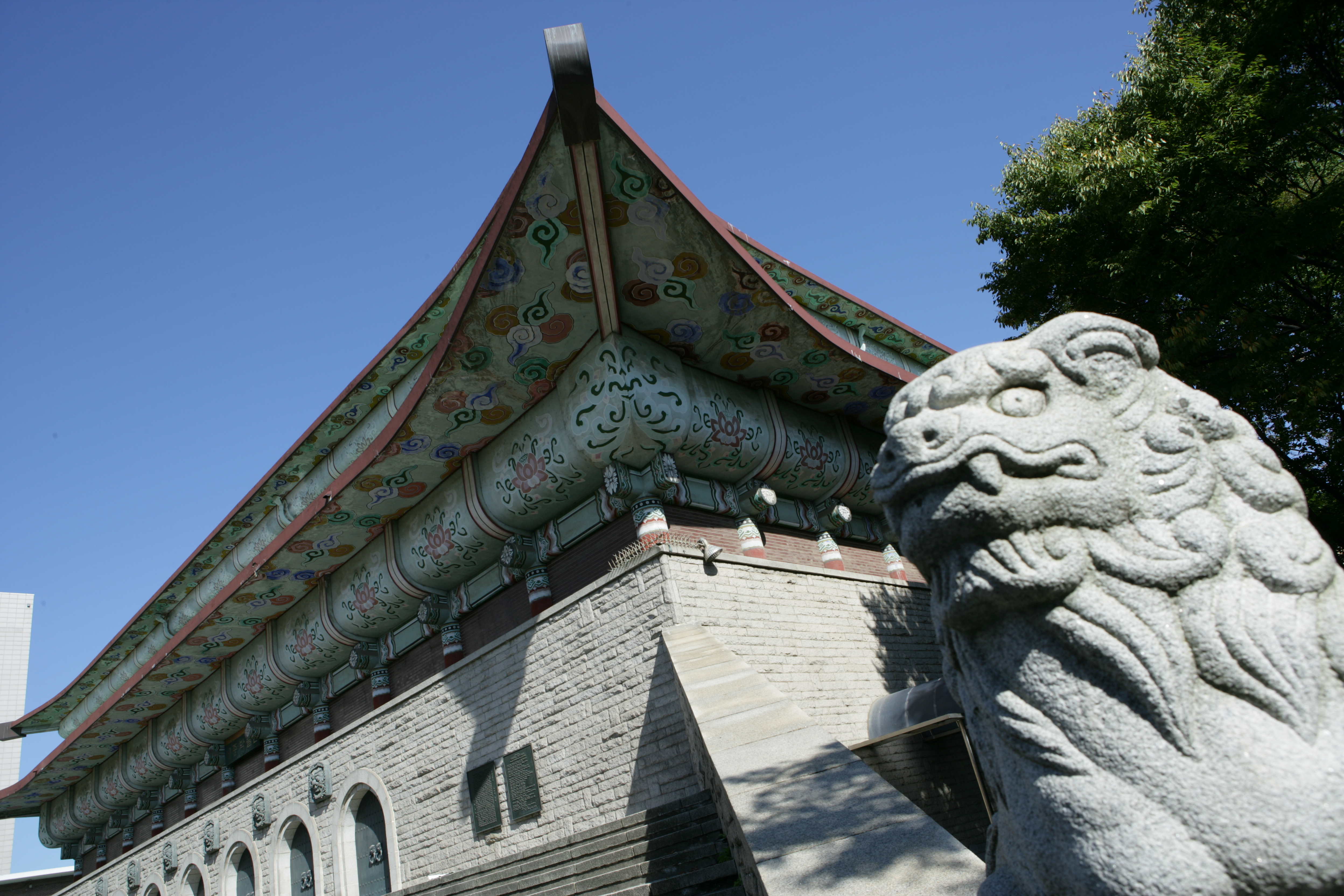
زاوية متحف سيجونغ

## خريجون بارزون
- إي دونغ ووك: ممثل.
- هان جي هاي: ممثلة.
- سونغ هي كيو: ممثلة.
- غونغ هيو جن: ممثلة.

## وصلات خارجية
الموقع الكوري لجامعة سيجونغ
هوساكا الكوري المتجنس ورئيس معهد دراسات دوكدو في جامعة سيجونغ
MBA - لقب ثنائي في جنوب كوريا
عدد معاهد سيجونغ في الخارج يتجاوز 100 معهد خلال 2013